# Camden (Tennessee)
Camden é uma cidade localizada no estado norte-americano de Tennessee, no Condado de Benton.

## Demografia
Segundo o censo norte-americano de 2000, a sua população era de 3828 habitantes.
Em 2006, foi estimada uma população de 3709, um decréscimo de 119 (-3.1%).

## Geografia
De acordo com o United States Census Bureau tem uma área de
58,5 km², dos quais 28,7 km² cobertos por terra e 29,8 km² cobertos por água. Camden localiza-se a aproximadamente 127 m acima do nível do mar.

## Localidades na vizinhança
O diagrama seguinte representa as localidades num raio de 28 km ao redor de Camden.